# Trigonopterus yoda
Espèce
Trigonopterus yoda est une espèce de coléoptères, du genre Trigonopterus, découverte en 2019 sur une île de Sulawesi du Sud connue sous le nom de Célèbes.

## Classification
L'espèce Trigonopterus yoda a été décrite en 2019 par Alexander Riedel (d) dans une publication rédigée en compagnie de Raden Pramesa Narakusumo (d).  

### Étymologie
Son nom spécifique lui a été donné en référence à Yoda, le personnage fictif de l'univers Star Wars, et ce en saison du fait que « ce nom semble convenir à petite créature forestière verdâtre »,

## Publication originale
- (en) Alexander Riedel et Raden Pramesa Narakusumo, « One hundred and three new species of Trigonopterus weevils from Sulawesi », ZooKeys, Sofia, Pensoft Publishers (d), vol. 828,‎ 7 mars 2019, p. 1–153 (ISSN 1313-2989 et 1313-2970, OCLC 248547717, PMID 30940991, PMCID 6418079, DOI 10.3897/ZOOKEYS.828.32200, lire en ligne).